# Žebratka bahenní

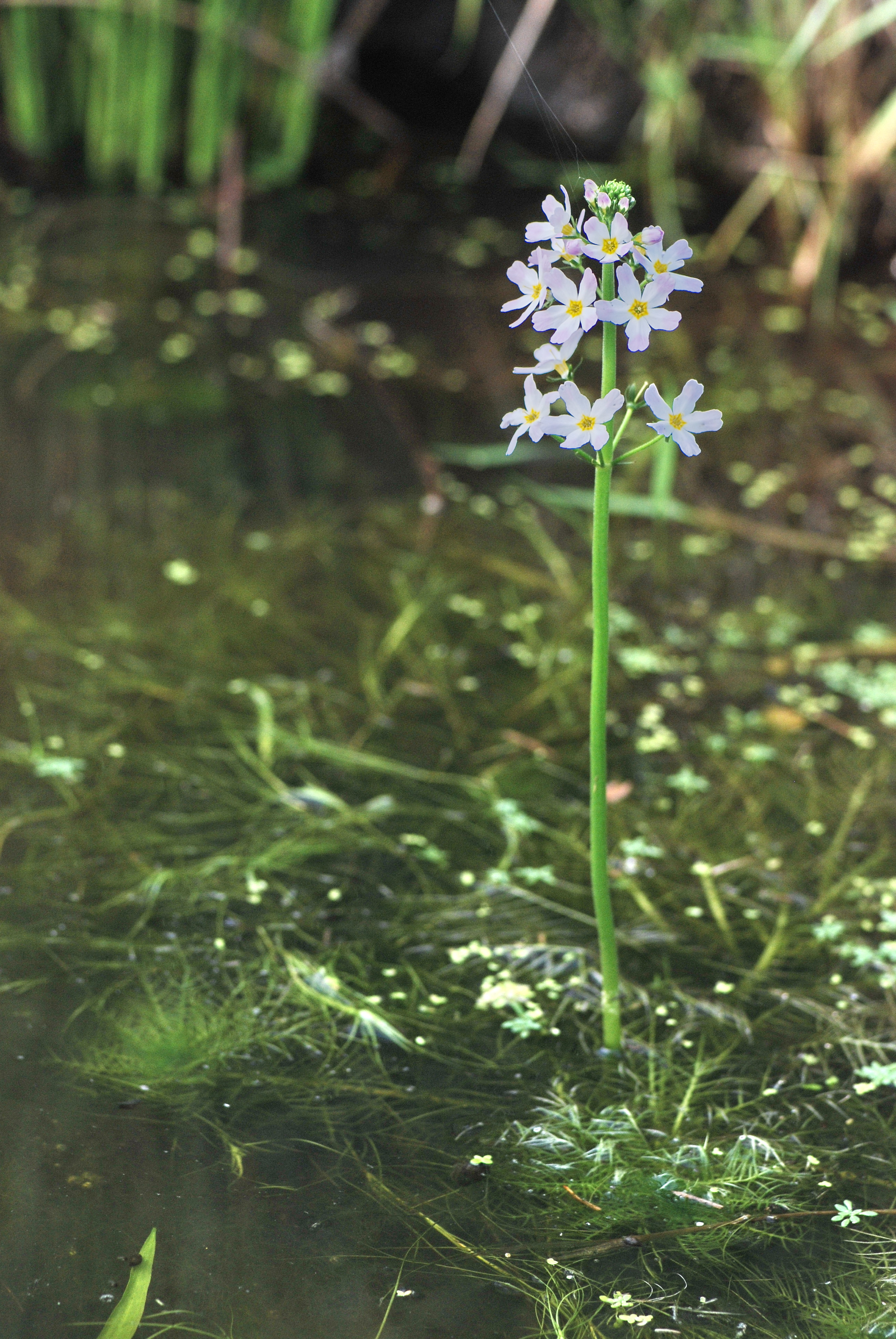
Květenství žebratky bahenní

Žebratka bahenní (Hottonia palustris) je hydrofyt, vodní rostlina vázána na život ve sladké vodě. Tato bylina je ve dně zakořeněná, na hladině má rozložené splývavé listy a nad hladinou vztyčenou lodyhu s bílými květy. Je schopná se přizpůsobit momentálnímu vodnímu či pozemnímu životnímu prostředí, ve vodě roste a rozmnožuje se, v půdě na vlhké souši pouze roste. V klimatických podmínkách střední Evropy je rostlinou jednoletou, s příchodem zimy její kořeny, lodyhy i listy uhynou.
Žebratka bahenní je jedním ze dvou druhů malého rodu žebratka (Hottonia), druhý druh Hottonia inflata se vyskytuje až na východě Spojených států amerických. Rodové jméno Hottonia odkazuje na nizozemského botanika z rozhraní 17. a 18. století jménem Petrus Houttuyn, častěji uváděného jako Peter Hotton.

## Rozšíření
Žebratka bahenní je, vyjma Pyrenejského a Skandinávského poloostrova, původním druhem téměř v celé Evropě, včetně asijské části Turecka. Vyskytuje se také v evropské části Ruska až po pohoří Kavkaz a Ural a dále východním směrem roste až do střední Sibiře.
Těžištěm výskytu v Česku jsou nížiny a rybniční oblasti, kde se vyskytuje roztroušeně až vzácně. Roste většinou v termofytiku a nižších, teplejších polohách mezofytika, nejvýše byla zaznamenána v 480 m n. m. Vhodné podmínky k růstu nachází v české přírodě jen řídce a její populace na mnoha místech mívají jen přechodné, krátkodobé trvání. V České republice je poměrně vzácnou rostlinou a je považována za druh ohrožený vymizením.

## Ekologie
Bylina vyhledává vodu mělkou, která je stojatá či pouze pomalu tekoucí, jenž může být středně bohatá na dusičnany a fosfáty, ale rozhodně chudá na vápník. Vyskytuje se ve slepých ramenech a mělkých tůních větších řek, v odvodňovacích strouhách i dlouhodobě zaplavených příkopech, koření v hlinitých nebo písčitých substrátech. Rostliny vyrůstají samostatně, nespojují se v polštáře či rohože. S nástupem chladného zimního období uhynou, ale na jaře se obnoví, vyraší z ve vodě přezimujících semen nebo turionů.
Aby vyrostlá lodyha s květy musí být rostlina trvale ponořená pod hladinou. Pokud kořínky zůstanou v mokré půdě i po poklesu vody, bylina po jistý čas ve vlhké zemině přežívá. Na takovém stanovišti však její listy dostanou terestrickou formu, stanou se menší a jsou redukované, nevyroste lodyha s květy a rostlina nevytvoří semena. Při klasickém růstu ve vodním prostředí kvete od května do července. Počet chromozomů 2n = 20, stupeň ploidie x = 2.

## Popis
Vytrvalá vodní rostlina, vysoká v rozmezí 15 až 80 cm, která nemá oddenek a v bahnitém či písčitém podkladu koření bílými niťovitými kořeny. Ponořená část lodyhy, která z uzlin vypouští jemné lesklé kořínky visící dolů a jsou schopné zakořenit, je do široka větvená a porostlá přeslenitě vyrůstajícími listy s řapíky. Hydromorfními listy jsou lysé, v obryse kopinaté, velké asi 6 cm, až ke střední žíle peřenosečné, s čárkovitými, celokrajnými, špičatými úkrojky asi 2 cm dlouhým. Listy na hladině splývají a tvoří pohlednou růžici.
V době kvetení se nad vodu objevuje přímá, nevětvená, bezlistá lodyha s hroznovitým květenstvím, ve kterém v několika patrech vyrůstají ve tří až osmikvětých přeslenech pětičetné bílé či narůžovělé květy. Jsou oboupohlavné a mají čárkovitý listen přibližně stejně dlouhý jako vodorovně odstálá stopka květu, která se za plodu prodlužuje a sklápí. Kalich je zvonkovitý, jeho cípy asi 4 mm dlouhé jsou zelené, chlupatě žláznaté, částečně srostlé, čárkovité a špičaté. Koruna je kolovitá, bývá velká 14 až 24 mm, plátky má bílé nebo růžové, obvejčité, na vrcholu slabě vykrojené a do prostoru rozprostřené, její trubka se žlutým ústím je dlouhá přibližně jako kalich. V květu je pět tyčinek, připojených ke korunní trubce, nesoucích žluté prašníky. Semeník je horní, jednodílný a obsahuje mnoho vajíček. Pyl přenáší na bliznu hmyz, v případě jeho nedostupnosti se rostlina může opylít samosprašně.

## Rozmnožování
Plodem u opylených květů je tobolka asi 3 mm velká, otvírající se pěti chlopněmi, která obsahuje až  okolo 100 nahnědlých, kulovitých či eliptických, asi 0,5 mm semen. Jsou bez dormance a schopná klíčit v relativně širokém rozmezí teplot na světle v aerobním prostředí. Ve tmě neklíčí, na vlhčím substrátu je klíčivost větší než při ponoření pod hladinou. Při vyklíčení u dna stoupá semenáč k hladině a může tam plavat po několik týdnů. Pro jeho další vývoj je však nutný víceméně trvalý kontakt se substrátem.
Kvůli těmto charakteristikám životního cyklu je žebratka bahenní dobře přizpůsobena k životu v podrostu mokřadů a v mělkých vodách, které pravidelně vysychají a jsou opět zaplavovány. Kromě množení rozrůstáním rostlin a semeny se množí i speciálními pupeny, turiony. Ty se začnou na rostlině vyvíjet až s podzimním ochlazením, při uvadání rostliny se oddělí a spadnou na dno, tam zimu přežijí a na jaře z nich vyrostou nové rostliny. Žebratka bahenní je vodní rostlina se zajímavým vzhledem, která se uplatní i jako okrasná rostlina v zahradních jezírkách nebo akváriích.

## Ohrožení
Tak jako většina vodních rostlin, trpí i tento druh destrukcemi stanovišť, znečištěním a eutrofizaci vody a nešetrným obhospodařováním jednotlivých lokalit, případně i trháním rostlin nebo snahou o jejich přesazování do zahradních jezírek. Žebratka bahenní je proto v ČR považována jak zákonem "Vyhláškou MŽP ČR č. 395/1992 Sb. ve znění vyhl. č. 175/2006 Sb.", tak i "Červeným seznamem cévnatých rostlin České republiky" z roku 2017 za ohrožený druh (§3, C3).

## Galerie

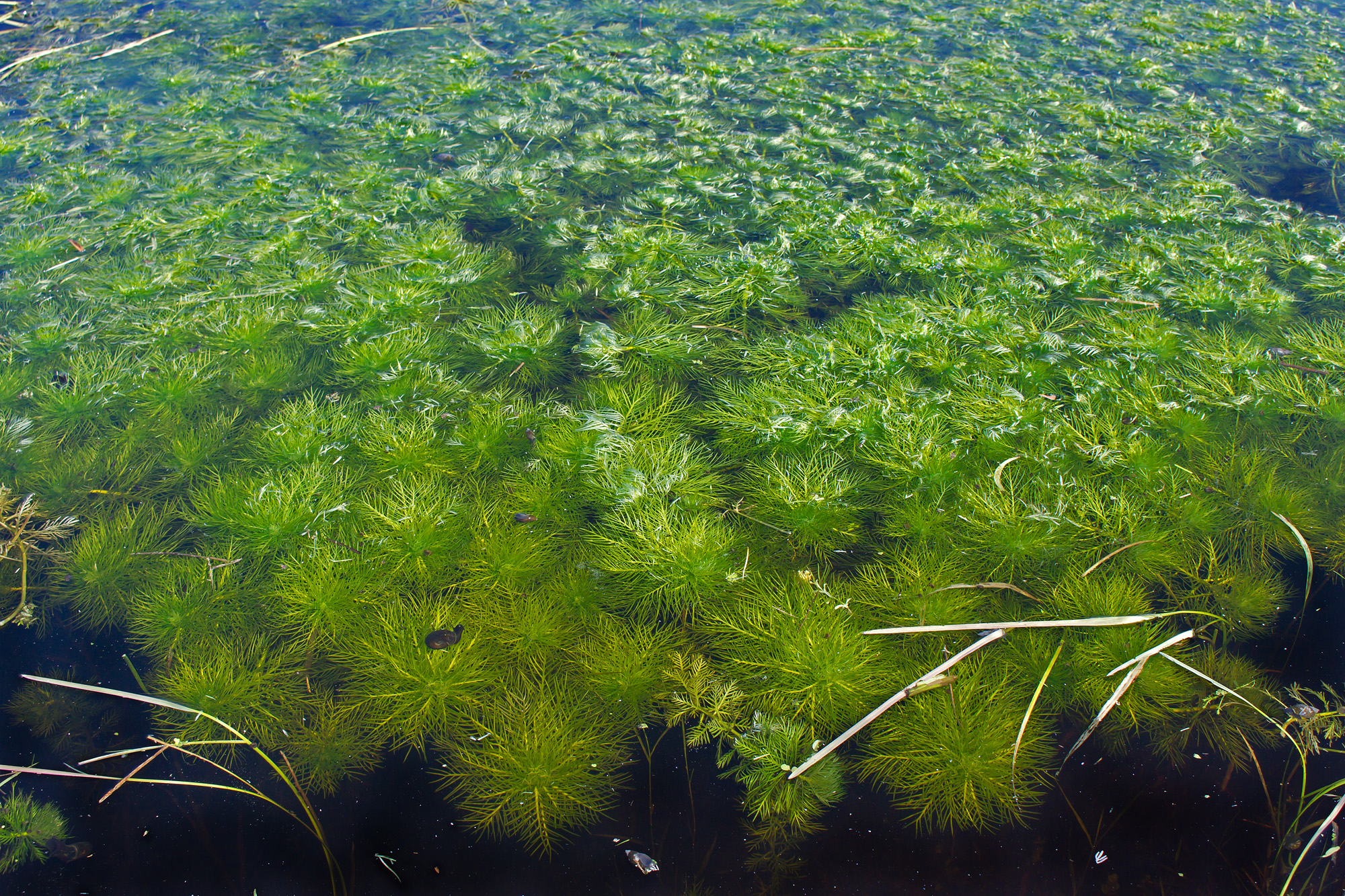
Listy vodní rostliny
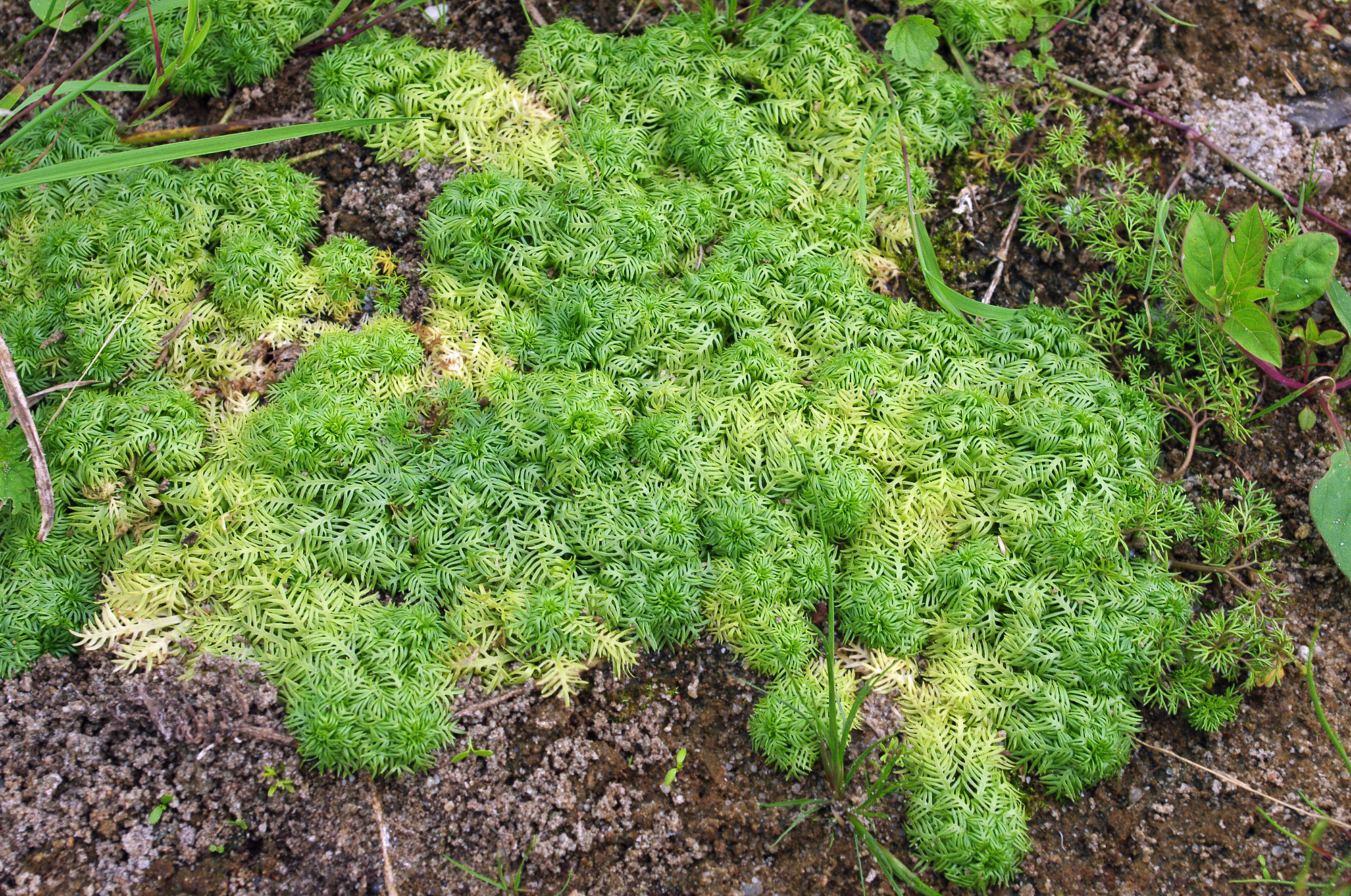
Listy suchozemské rostliny
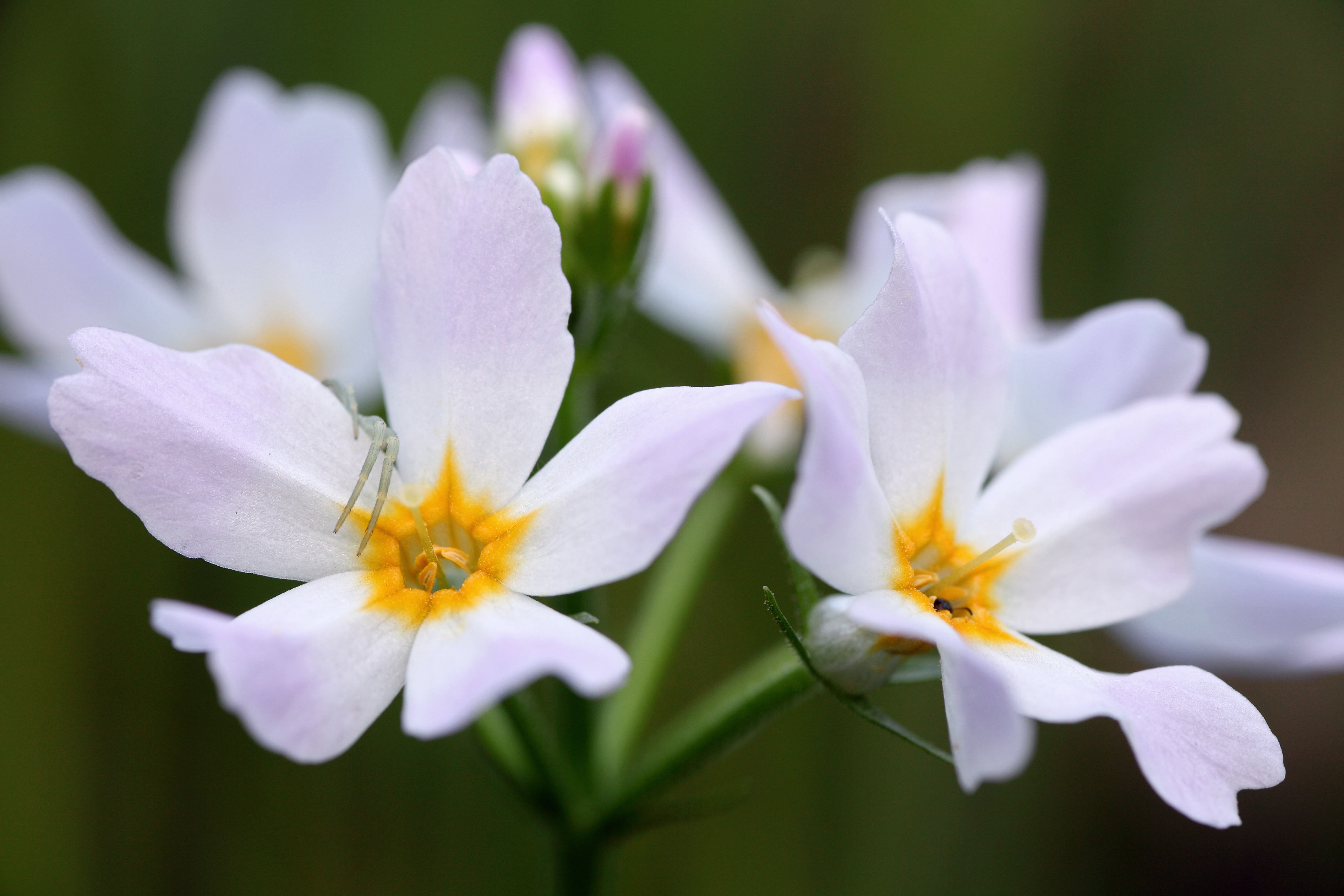
Květy
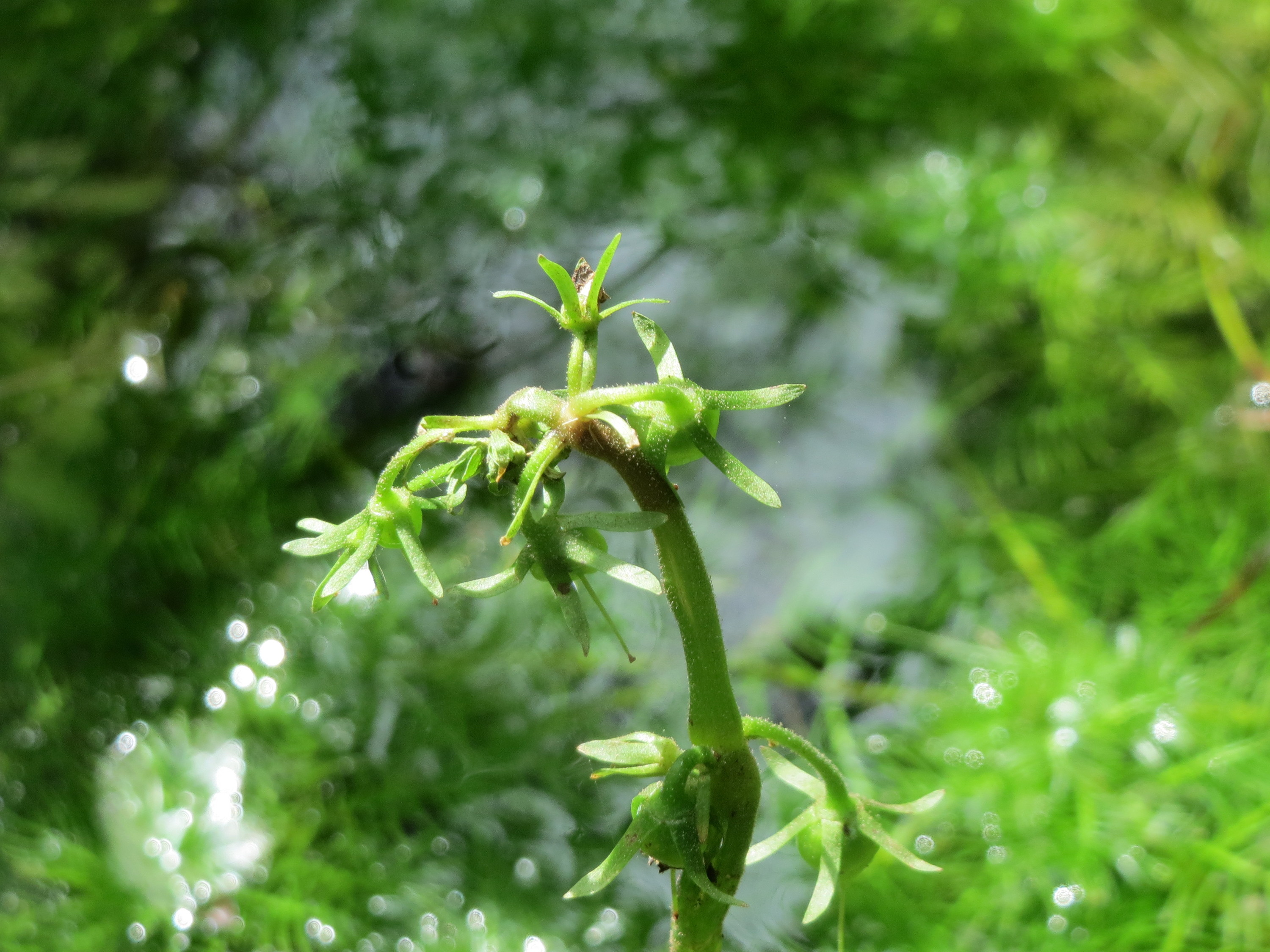
Zrající tobolky